# Bermillo de Alba
Bermillo de Alba es una localidad del municipio de Fonfría, en la provincia de Zamora, comunidad autónoma de Castilla y León, España.

## Localización
Bermillo de Alba se encuentra situada en la comarca de Tierra de Alba, en el oeste de la provincia de Zamora y a unos 37 km de Zamora, la capital provincial. Pertenece al término municipal del Ayuntamiento de Fonfría, del que forma parte como anejo, junto a las localidades de Arcillera, Brandilanes, Castro de Alcañices, Ceadea, Fonfría, Fornillos de Aliste, Moveros y Salto de Castro.
El río Malo divide su núcleo urbano en dos mitades, situándose en su margen izquierda los barrios de La Cuesta, El Cargadero, Trigales y La Quinta, y en la margen derecha los de La Ermita, La Vega y La Calleja, con la calle Larga como principal arteria de esta localidad.

### Accesos
Desde la ciudad de Zamora se puede acceder por la N-122 en dirección Portugal, desviándose a los 35 km para coger la ZA-V-2420 por la que se cuntimúa durante 2 km hasta llegar a Bermillo de Alba. Desde Alcañices por la carretera N-122 en dirección Zamora, se tomará a los 23 km el desvío de la ZA-V-2420 y en 2 km se llegará Bermillo. También se puede acceder al pueblo por vías secundarias, como la de Carbajales de Alba por la ZA-941 y desde la comarca de Sayago desde la ZA-321.

## Geología y relieve
Bermillo se encuentra situado a unos 776 m s. n. m., aunque en su término existen puntos a mayor altura como son El Sierro del Cesto (866 m s. n. m.) y El Alto del Ciervo (854 m s. n. m.). Drenan su término el río Malo y los arroyos del Forno, los Empeños, las Boizas y la Bocica.
Bermillo de Alba está dentro de los límites de uno de los afloramientos del Siluriano, formado por materiales de esquistos, siricita, clorita, liditas, tobas, barita, cuarcita, cuarzo, y algunos afloramientos de caliza. Su término limita al norte por una franja de pizarras, esquistos, liditas, etc., pertenecientes al siluriano y que corren paralelas al río Aliste. Por el sur las pizarras limitan en línea de contacto paralela con el granito, de una y dos micas, que pertenecen al batolito granítico de Sayago. En el paraje de "Los Prados de las Bolas" es posible encontrar grandes bloques de cuarcita, de formas redondeadas, algunas casi esféricas, que han dado nombre al paraje.

### Topónimos
Alto del Ciervo, Anguletos, Canta El Pino, Cañaveral, Caño Cernada, Carva Limpia, Cascayera, Cernada, Cantrabozal, Cotorro de Valdejaín, El Aveseo, El Baldío, El Borzaguil, El Cándano, El Caño de Cernada, El Cerrao, El Coscuyal, El Cumbre, El Forno, El Gamonetal, El Gibrero, El Majadal, El Marrón, El Matón, El Navallo, El Piornal, El Pizarrón, El Rodillón, El Sierrico, El Sierro, El Tornico, Espadañal, Fervelli, Fuente Nueva, Hoyadas de Valdejaín, La Bocica, La Cañada, La Cogolla, La Culebrera, La Ermita, La Facera, La Huera, La Llamerona, La Londiga, La Majada Vieja, La Mata, La Nogal, La Quinta, La Ramallera, La Rodilla, La Venta, La Vicaria, Las Anchuelas, Las Barreras, Las Boizas, Las Bolas, Las Cormenas, Las Corzas, Las Cruces, Las Escuevas, Las Limpianas, Las Llanadas, Las Llastras, Las Orretinas, Las Rozadas, Las Urrietas, Los Angeños, Los Calvizales, Los Campillos, Los Campos, Los Campujones, Los Cargaderos, Los Chaguazales, Los Colmenares, Los Cruceros, Los Cuadros, Los Errañales, Los Lagunajos, Los Marmorales, Los Picones, Los Pilos, Los Tornos, Los Trigales, Los Vedrizos, Matapedro, Peña La Jarica, Peña La Rodilla, Peña Raposera, Poco Fierro, Pradera del Caño, Quirocanto, Ramilo, Sierra El Marco, Sierra Lumbrera, Sierralarrasa, Sierro El Cesto, Sierro Pelao, Tozagosa, Tozalarrigada, Tras El Sierro y Valdejaín.

## Historia

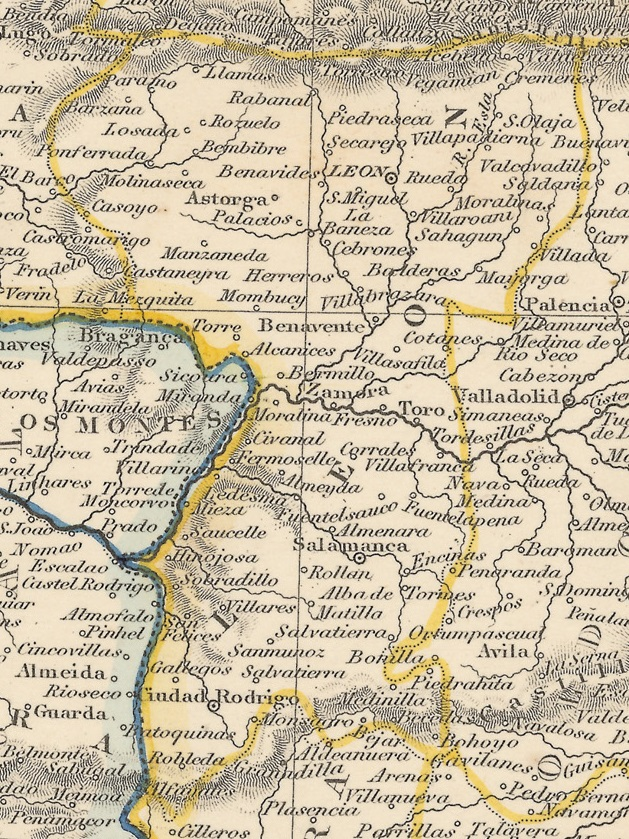
Detalle del mapa Spain and Portugal, realizado en 1850 por J. Dower, en el que se puede apreciar Bermillo de Alba

### Edad Media
Bermillo pertenece a la primera oleada de lugares repoblados del Reino de León, al norte del río Duero, aparece por primera vez en la historia con el nombre de Mermillo, formando parte del Condado de Alba y Aliste, al que ha pertenecido la mayor parte de su historia. En el año de 1527, el Condado de Alba y Aliste lo formaban los poblados de: Carbajales, Domez, Losacino, Losacio, Mançanal, Marquiz, Mermillo, Muga, Navianos, Ricobayo, Vegalatrave, Vide, Videmala, Samir, y el despoblado de Bustío.

### La Concordia de 1564
El conde don Diego Enríquez de Guzmán y de Toledo y los vecinos de la Villa de Carbajales y su Tierra, firman el 11 de enero de 1564 un documento jurídico sobre derechos y obligaciones, conocido como "La Concordia de 1564". Los vecinos firmantes, lo hicieron en nombre de los concejos y vecinos de sus pueblos, firmando por Bermillo de Alba el vecino Sebastián Manso. 
Este acuerdo tiene gran importancia, porque regula la vida política, social y económica de los pueblos del condado y Tierra de Carbajales durante más de trescientos años, hasta las Cortes de Cádiz de 1812, que suprimieron el señorío jurisdiccional. De esta manera, se estableció que era competencia del conde todos los temas relacionados con la justicia, tanto en primera como en segunda instancia, el nombramiento de cargos públicos y el cobro del derecho de vasallaje, consistente este último en el cobro anual de una gallina y 21 maravedís a cada vecino. El conde elegía al gobernador de la villa, que tenía que residir en Carbajales, siendo este gobernador el que a su vez nombraba los jurados y regidores de los pueblos de la villa, siendo elegidos por los concejos de los pueblos respectivos en reunión celebrada cada 1 de diciembre. La Concordia también concedía al conde el patronato de todas las iglesias, con derecho al cobro de los diezmos. La cantidad recaudada por el Conde en el pueblo de Bermillo de Alba en el año 1620, corresponde a 255 fanegas de trigo, 66 fanegas de cebada y 102.408 maravedís, según Martín de Berrueta administrador del Conde.

### Edad Contemporánea
Al reestructurarse las provincias y crearse las actuales en 1833, Bermillo de Alba quedó encuadrado en la provincia de Zamora, dentro de la Región Leonesa. Asimismo, tras haber pertenecido al Partido de Carbajales de Alba durante el Antiguo Régimen, con la reestructuración de partidos judiciales de 1834 quedó integrado en el partido de Alcañices, si bien con la supresión del partido de Alcañices en 1983, Bermillo fue integrado en el Partido Judicial de Zamora. En cuanto a su adscripción municipal, fue en torno a 1850 cuando Bermillo de Alba se integró en el municipio de Fonfría.
En lo eclesiástico, Bermillo perteneció a la Vicaría de Alba y Aliste, bajo jurisdicción eclesiástica de Santiago de Compostela y con jurisdicción temporal del Conde de Alba y Aliste, hasta el 15 de agosto de 1888, que se incorporó a la diócesis de Zamora.

## Patrimonio
- La iglesia parroquial de Bermillo, de planta basilical de una sola nave, se caracteriza por predominar en ella una concepción unitaria del espacio. En el 1862 se le añadió una nave lateral comunicada con dos grandes arcos de medio punto, construidos en sillería de granito. En uno de los arcos figura la siguiente inscripción: "se hicieron estos arcos siendo párroco don Adrián, pastor año de 1862". Sus paredes son de gran robustez, construidas con mampostería de piedra y argamasa de barro y cal, teniendo las esquinas reforzadas con grandes bloques de granito labrado. La torre espadaña, construida con granito y a la que se accede por escalera interior, dispone de tres vanos, dos iguales situados al mismo nivel, con una campana en cada uno, y el otro más pequeño, situado encima de los anteriores. La cabecera está reforzada por cuatro contrafuertes, construidos por la superposición de sillares de granito, estos contrafuertes refuerzan los muros y contrarrestan los empujes laterales de la bóveda. El altar mayor se ubica en el presbiterio, situado en la cabecera de la iglesia y elevado tres escalones. Este recinto es cuadrado cubierto con una gran bóveda de terceletes, apoyada en ménsulas colocadas directamente sobre las paredes, sin llegar al suelo. La iglesia ha sido restaurada y reformada en numerosas ocasiones, lo que hace suponer ha perdido parte de su estructura original.[9]

- La casa tradicional, al estilo de la propia de su comarca, es la típica funcional de los agricultores, con sus dependencias para animales y de almacén de productos agrícolas y enseres. En su construcción se utilizan los materiales que suministra el entorno inmediato, la madera para las cubiertas, el barro para fabricar adobes y la piedra como elemento dominante. Se aprovechan las diversas variedades de piedras que se encuentran por la zona, predominando el uso de las pizarras, utilizándose también el granito y el cuarzo. La cubierta es de teja curva y refaldo (lajas de pizarra). Para los huecos de las puertas y ventanas se utilizan grandes bloques de sillería de granito, con los que se forman las jambas y dinteles. Los tabiques interiores, que dividen las diferentes estancias de la vivienda, se construyen con adobes. Suele estar compuesta por los siguientes espacios: vivienda (cocina, despensa, salas, alcobas, desván y portal exterior), corral, portalada, bodega, panera, cuadra y horno.[10]

- Palomares, molinos, puentes, cercados, fuentes, casales.